# Guigoza
Guigoza är en ort i Mexiko.   Den ligger i kommunen San Luis Amatlán och delstaten Oaxaca, i den sydöstra delen av landet, 400 km sydost om huvudstaden Mexico City. Guigoza ligger 1 579 meter över havet och antalet invånare är 101.
Terrängen runt Guigoza är kuperad. Runt Guigoza är det glesbefolkat, med 10 invånare per kvadratkilometer. Närmaste större samhälle är Coatecas Altas, 19,0 km väster om Guigoza. I omgivningarna runt Guigoza växer huvudsakligen savannskog.